# Gébé
Pour les articles homonymes, voir Blondeaux.
Pour l’article ayant un titre homophone, voir GB.
Georges Blondeaux, dit Gébé, né le 9 juillet 1929 à Villeneuve-Saint-Georges (Seine-et-Oise) et mort le 4 avril 2004 à Champcueil (Essonne), est un dessinateur de presse et de bande dessinée français.

## Biographie
Gébé entame sa carrière comme dessinateur industriel calqueur puis dessinateur d'exécution et enfin dessinateur d'étude, à la SNCF en 1947. Il publie ses premiers dessins humoristiques dans La Vie du Rail magazine. Il quitte la SNCF en 1960 et, influencé entre autres par Chaval et Maurice Henry, il se fait connaître alors en publiant ses dessins dans d'importants magazines comme Paris Match, Le Journal du dimanche, Radar ou Bizarre. Découvrant un nouveau journal nommé Hara-Kiri, il rencontre ses fondateurs François Cavanna et Georges Bernier (alias Le professeur Choron) et intègre l'équipe bientôt célèbre du « mensuel bête et méchant », où on lui doit les fameux romans-photos photographiés par Chenz. Il en devient même rédacteur en chef de 1970 à 1985, après avoir été de l'aventure de l'Hebdo Hara-Kiri et Charlie Hebdo qui lui succèdera en novembre 1970 après l'interdiction ayant frappé l'hebdomadaire satirique jusqu'à son arrêt en 1982. De 1965 à 1970, il participe également au journal pour la jeunesse Pilote dans lequel est notamment publié son récit intitulé Une plume pour Clovis. En 1986, il dirige Zéro, journal satirique édité par Daniel Filipacchi qui cesse de paraître en 1988. De 1989 à 1992, il est directeur artistique du journal pamphlétaire de Jean-Edern Hallier, l'Idiot international. Il participe encore à La Grosse Bertha  avant de collaborer activement, de 1992 à la fin de sa vie, au nouveau Charlie Hebdo, dont il est directeur de la publication.

## Œuvres

### L'An 01
Le nom de Gébé est particulièrement connu du grand public pour sa bande-dessinée L'An 01, également adaptée en film. Comme l'explique Mona Chollet :

« L’An 01 a réellement commencé ce jour de printemps où Gébé, alors dessinateur à la SNCF, a décidé de tout arrêter ("Non ! j’arrête d’aller vendre, à trois heures d’ici aller-retour, huit heures de ma vie") et a voulu voir si ce désir était partageable avec d’autres. L’idée était toute simple : on arrête tout, on fait "un pas de côté".
 Gébé développe d’abord sa bande dessinée dans Politique-Hebdo, avant de la reprendre en 1971 dans Charlie Hebdo, avec cette fois l’idée de faire de chaque planche le storyboard d’un film auquel les lecteurs sont invités à participer. Les gens lui écrivent, et, avec le réalisateur Jacques Doillon, il sillonne la France pour tourner avec eux les différentes séquences. Disposant d’un budget vingt-cinq fois moindre à celui d’une production normale (le CNC a refusé l’avance sur recettes), le film réunit quelque 300 acteurs improvisés, mais aussi Coluche, Gotlib, l’équipe d’Hara Kiri, la troupe du Splendid, Miou-Miou, et Gérard Depardieu dans son premier rôle au cinéma… Alain Resnais tourne une séquence new-yorkaise, et Jean Rouch, une séquence africaine. Sorti sur les écrans en septembre 1973, L'An 01, le film, fait un tabac, totalisant 500 000 entrées, tandis que la bande dessinée paraît aux éditions du Square au début de la même année. »

Avec L'An 01, le mouvement libertaire et utopique de Mai 68 prend corps, et notamment l'espoir d'une société nouvelle plus libre, où l'on prend le temps de vivre loin des mirages de la consommation.
À l'occasion d'une deuxième réédition par L'Association, le site du9 propose une relecture de l'influence respective de la BD et du film sur la société de l'époque.

### Albums dessinés
- Rue de la Magie, Éric Losfeld, 1960
- Berck, Éditions du Square, coll. « Bête et méchante », 1965, Gallimard, 1978 (Folio, n° 1004)   (ISBN 2-07-037004-6)
- Il est fou, Éditions du Square, coll. « Bête et méchante », 1971
- Il est trop intellectuel, Éditions du Square, coll. « Bête et méchante », 1972
- L'An 01, Éditions du Square, coll. « Bête et méchante », 1972. Adapté en film en 1973 : L'An 01. Édition de poche, Gallimard, 1975 (Folio, n° 648),  (ISBN 2-07-036648-0). Dargaud, 1983,  (ISBN 2-205-02290-3). Réédition L'Association, 2000, coll. « Éperluette » , avant-propos de Jean-Christophe Menu)  (ISBN 2-84414-044-0). Réédition L'Association avec le film en DVD, 2014, introduction de Frédéric Pajak, avant-propos de Jean-Christophe Menu).
- Une plume pour Clovis, Éditions du Square, coll. « Bête et méchante », 1975. Rééd. L'Association, 2001, collection «Éperluette»,  (ISBN 2-84414-072-6)[5]
- Qu'est-ce que je fous là ?, Éditions du Square, coll. « Bête et méchante », 1976, Dargaud, 1981  (ISBN 2-205-02288-1)
- Cracher dans l'eau, ça ne fait plus de ronds, Éditions du Square, coll. « Bête et méchante », 1977, Dargaud, 1982, coll. « Humour »  (ISBN 2-205-02220-2)
- Tout s'allume, 1979. Rééd. Wombat, 2012
- Armée Non !, Éditions Jupilles, Livres des murs, seize planches détachables, 1981
- Anarchie douce, dessins et textes, Le Cherche Midi, coll. « Les Pensées », 1982  (ISBN 2-86274-044-6)
- Lettre aux survivants, roman dessiné, précurseur du roman graphique, Albin Michel, 1982  (ISBN 2-226-01184-6)[6]. Rééd. L'Association, coll. « Côtelette », 2002,  (ISBN 2-84414-087-4)
- Service des cas fous, Dargaud, 1985  (ISBN 2-205-02948-7). Rééd. L'Association, 2006
- 2, rue de la Magie, Morsang-sur-Orge, Safrat éditeur, 1988
- L'Âge du fer, Presses de la Cité, Hors collection, 1992  (ISBN 2-258-03482-5). Rééd. L'Association, 2009
- Tout Berck, La Découverte, collection «Un bon dessin vaut mieux qu‘un long discours», 1992  (ISBN 2-7071-2181-9)
- Charlie Hebdo saute sur Toulon (Collectif), co-édition Plein Sud, Soleil et Charlie Hebdo, 1995
- Un pas de côté, Buchet-Chastel, coll. « Les Cahiers Dessinés », 2002  (ISBN 2-283-01906-0)
- Les hommes portaient des chapeaux, Buchet-Chastel, coll. « Les Cahiers Dessinés », 2003  (ISBN 2-283-01906-0)
- Les Colonnes de Gébé, L'Association, 2008  (ISBN 2-84414-117-X)
- Papiers à lettres, Buchet-Chastel Les Cahiers dessinés, 2009  (ISBN 979-10-90875-24-1)
- J'ai vu passer le bobsleigh de nuit, préfaces François Cavanna et Delfeil de Ton, Les cahiers dessinés, 2014  (ISBN 9791090875241)

### Nouvelles
- Reportages, Éditions du Square, coll. « Bête et méchante », 1973. Rééd. sous le titre Reportages pas vraiment ratés, Le Dilettante, 2001  (ISBN 2-84263-043-2).
- Charles Reboisé-Cloison accuse, nouvelle de science-fiction publiée initialement dans l'anthologie Ce qui vient des profondeurs, 1977, reprise dans Les Mondes francs, premier volume de La Grande Anthologie de la science-fiction, Le Livre de Poche n° 7096, 1988.
- Un dimanche au frais, chroniques et récits, Le Cherche Midi, coll. « Le sens de l'humour », 1996  (ISBN 2-86274-434-4), 1996.

### Romans
- Sept cartouches, Hachette, 1982,  (ISBN 2-01-008875-1)
- Le Roman d'une année sabbatique, Le Pré-aux-clercs, 1988,  (ISBN 2-7144-2184-9)
- Les Résistants du square, Les Presses de la Cité, 1991,  (ISBN 2-258-03366-7)

### Théâtre
- À quoi pensez-vous ?, Magnard éditeur, collection «Théâtre de la jeunesse», 1973

### Chronique historique
- Les années 70 (Avec Willem et Cabu), First Éditions, 1992,  (ISBN 2-87691-191-4)
- Mai 68, collectif - 2008, Michel Lafon

### Album d'art
- L'Art vulgaire (avec le Professeur Choron), Éditions du Square,1982. Rééd. Antwerpen, Magic Strip, 1992,  (ISBN 2-8035-0273-9)

### Romans-Photo
- 17 romans-photos (photos Chenz), Éditions du Square, coll. « Bête et méchante », 1974
- Malheur à qui me dessinera des moustaches. Les romans-photos parus dans Hara Kiri entre 1962 et 1966 (photos Michel Lépinay), Éditions Flblb, 2010

### Textes de chanson
- Casse-têtes (Ils m'ont tapé sur la tête), sur une musique de Philippe-Gérard, interprétée par Yves Montand)
- Chanson des clés, interprétée par François Béranger
- Bleu sans cocaïne, écrit sur une musique de Gérard Jouannest pour Juliette Gréco (album Gréco 83, 1983)

### Cinéma
En 1970, Gébé écrit le scénario du court-métrage On ne se dit pas tout entre époux, le premier film de Jacques Doillon, réalisateur ensuite du film L'An 01 adapté d'après son livre éponyme.
En 1974, il écrit et met en scène le court-métrage L'Inventaire, suivi en 1976 de La Mémoire, avec Philippe Léotard et Diane Kurys.
En 1984, il est l'auteur du scénario du téléfilm de Dolorès Grassian, Un homme va être assassiné avec Julien Guiomar.
Outre une apparition dans les deux films qu'il a écrit réalisés par Jacques Doillon, on voit brièvement Gébé en tant qu'acteur dans les films tournés par Claude Confortes à partir des œuvres de ses amis dessinateurs Wolinski (Le Roi des cons, 1981), Reiser (Vive les femmes, 1984) et Pichard (Paulette, la pauvre petite milliardaire, 1986). Il joue également avec son chat Tinou dans le sixième Cinématou de Gérard Courant tourné le 3 octobre 1991 à 16 heures 55.

### Sketches
- Merci, Bernard (Collectif), Balland Éditeur, 1984
- Palace (Collectif), Actes Sud, collection «Papiers», 1989 et 1999, collection «Babel»,  (ISBN 2-7427-2405-2)

### Divers
Dans certaines bandes dessinées de Gotlib (la Rubrique-à-brac en particulier), le personnage du commissaire Bougret a les traits de Gébé. En revanche, c'est le personnage revêtant les traits de René Goscinny qui se voit donner le nom de « Blondeaux Georges », le vrai nom de Gébé.
Parallèlement à ses activités de dessinateur à Hara-Kiri, Gébé a écrit à partir de 1965, des pièces radiophoniques pour Jean Bardin sur RTL. Il a également coanimé avec Goscinny, Fred et Gotlib l'émission Le feu de camp du dimanche matin sur Europe 1. Il a ensuite participé pendant plusieurs années à l'émission de France Culture Des Papous dans la tête.

## Prix
- 2001 : Prix Tournesol spécial pour le nouveau millénaire pour L'An 01